# Ardara (Irlanda)
Ardara (gaelico irlandese: Ard an Rátha che significa "Altura del Forte" - pronuncia Ard-rà) è un piccolo insediamento del Donegal occidentale, nella Repubblica d'Irlanda. Ha una popolazione residente di 731 persone.

## Posizione
Attraversata dal piccolo fiume Owentocker, che si getta nell'Atlantico a poche centinaia di metri dalla strada principale, Ardara è situata sulla strada N56 in una posizione centrale della regione sud-occidentale della propria contea, fra Glenties, Glencolmcille (tramite la quale è collegata dal famoso Glengesh pass) e Killybegs. 
Nonostante le esigue dimensioni dell'abitato, questo negli ultimi anni ha visto un'esponenziale crescita in termini economici e di popolazione visitante, specialmente grazie al turismo. Il risultato è stato l'apertura di nuove attività ed il rinnovamento dei pub e dei negozi del centro. 
Il luogo, vincitore del 2012 del titolo di "Miglior Villaggio in cui vivere in Irlanda", è molto apprezzato e ben noto per alcuni punti d'interesse come il già citato Glengesh Pass, ma anche le Maghera Falls ed il punto panoramico di Loughros Point nella penisola subito ad ovest del centro.

## Luoghi d'interesse

### Edifici e monumenti
Come molti insediamenti del Donegal presumibilmente fondati da popolazioni vichinghe, anche Ardara è contraddistinta da una strada principale che si snoda in una piccola piazza centrale a forma triangolare comunemente nota come Diamond ("Diamante").
L'edificio più interessante è il "The Mart", costruito nel 1908 ed attualmente sede della Triona Design, azienda specialista nella fabbricazione del tweed.
Il "Nesbitt Arms Hotel", situato nel Diamond, è un edificio piuttosto vistoso ed elegante ed è stato fondato negli anni '30 dell'800.
In genere tutto l'abitato si presenta piuttosto curato e gradevole, caratterizzato dalla presenza delle tipiche case colorate irlandesi. Di spicco anche il noto Nancy's Pub, molto apprezzato per le sessioni di musica tradizionale e per il cibo di mare.
Fuori Ardara, quasi equidistante da Glenties, è situato il pregevole Kilclooney Dolmen, una tomba megalitica a portale ben conservata. In genere nell'area circostante la presenza di monumenti e resti megalitici e preistorici è notevole e diffusa.

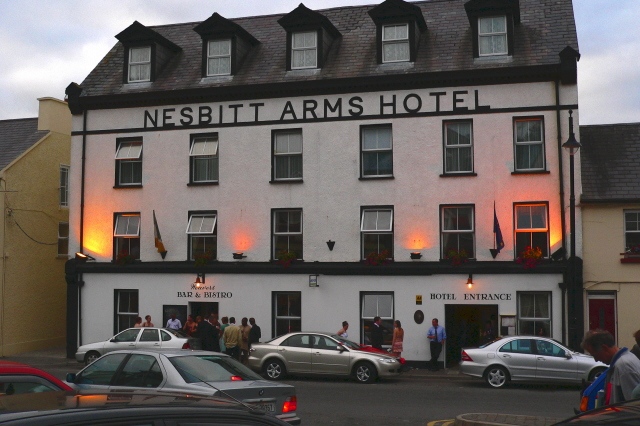
Il Nesbitt Arms Hotel
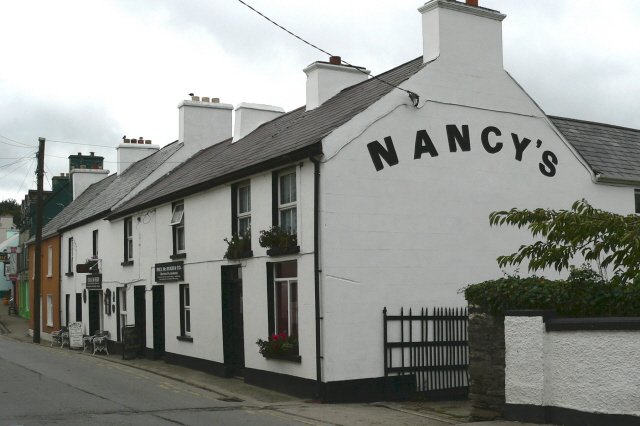
Nancy's Pub
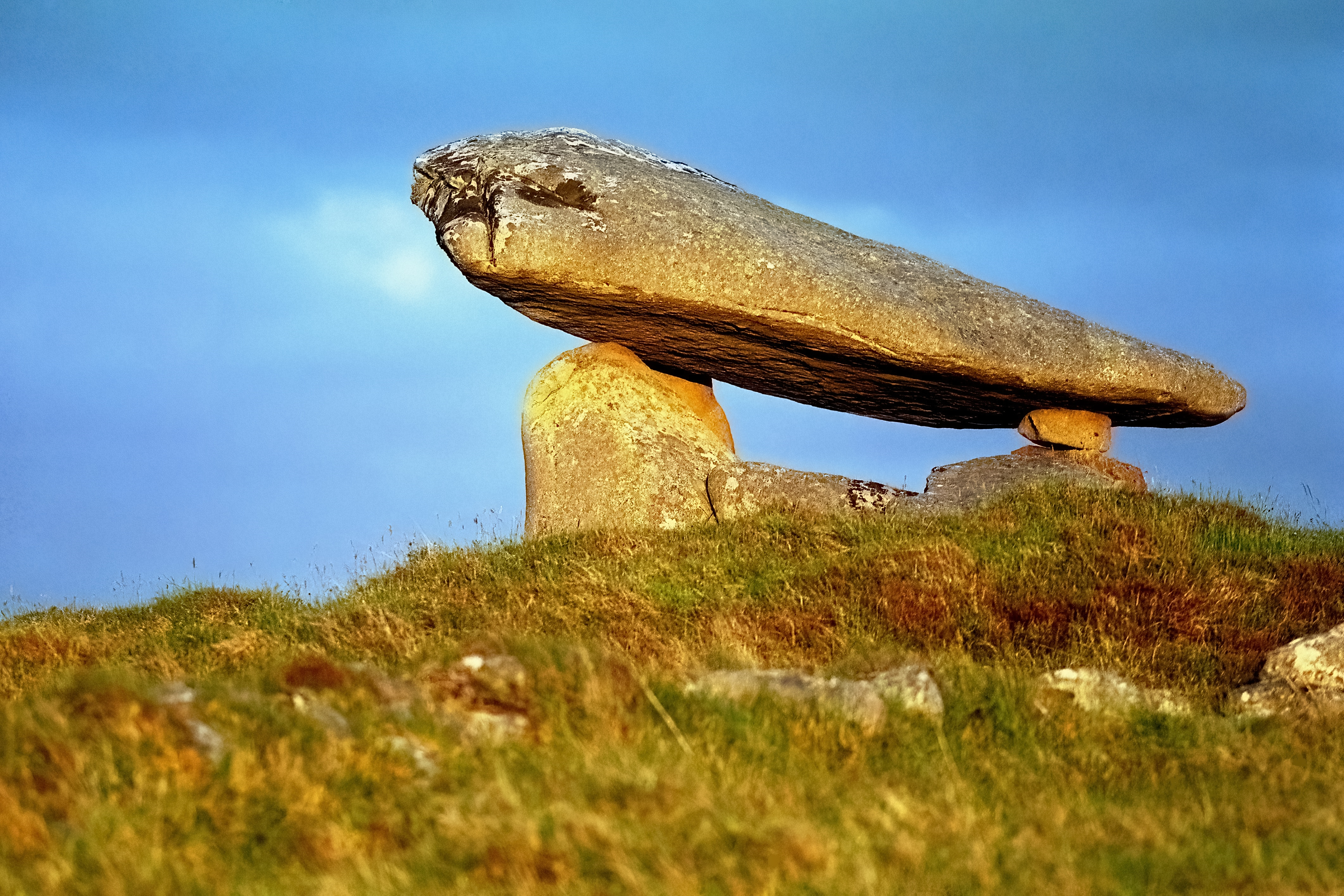
Kilclooney Dolmen

### Aree limitrofe

#### Maghera
Maghera è un'area poco abitata situata sulle sponde meridionali del braccio di mare che si insinua fra Loughros Point e la zona sud-occidentale del Donegal. Ospita le due piccole comunità di Maghera e Laconnell ed è situata sotto le alture dello Slievetooey. Sebbene sia in realtà quasi equidistante da Ardara che da Glencolmcille, è considerata come una zona rurale della prima poiché più facilmente raggiungibile. È un'area molto apprezzata dai turisti per il suo carattere selvaggio e desolato e per la presenza di una scenografica cascata, la Easaranca Waterfall, a ridosso della strada, le cui acque si gettano poco dopo in mare. Oltre alla cascata, sono presenti una vasta spiaggia circondata da pendii scoscesi e grotte, nonché le rovine di un forte abbandonato.

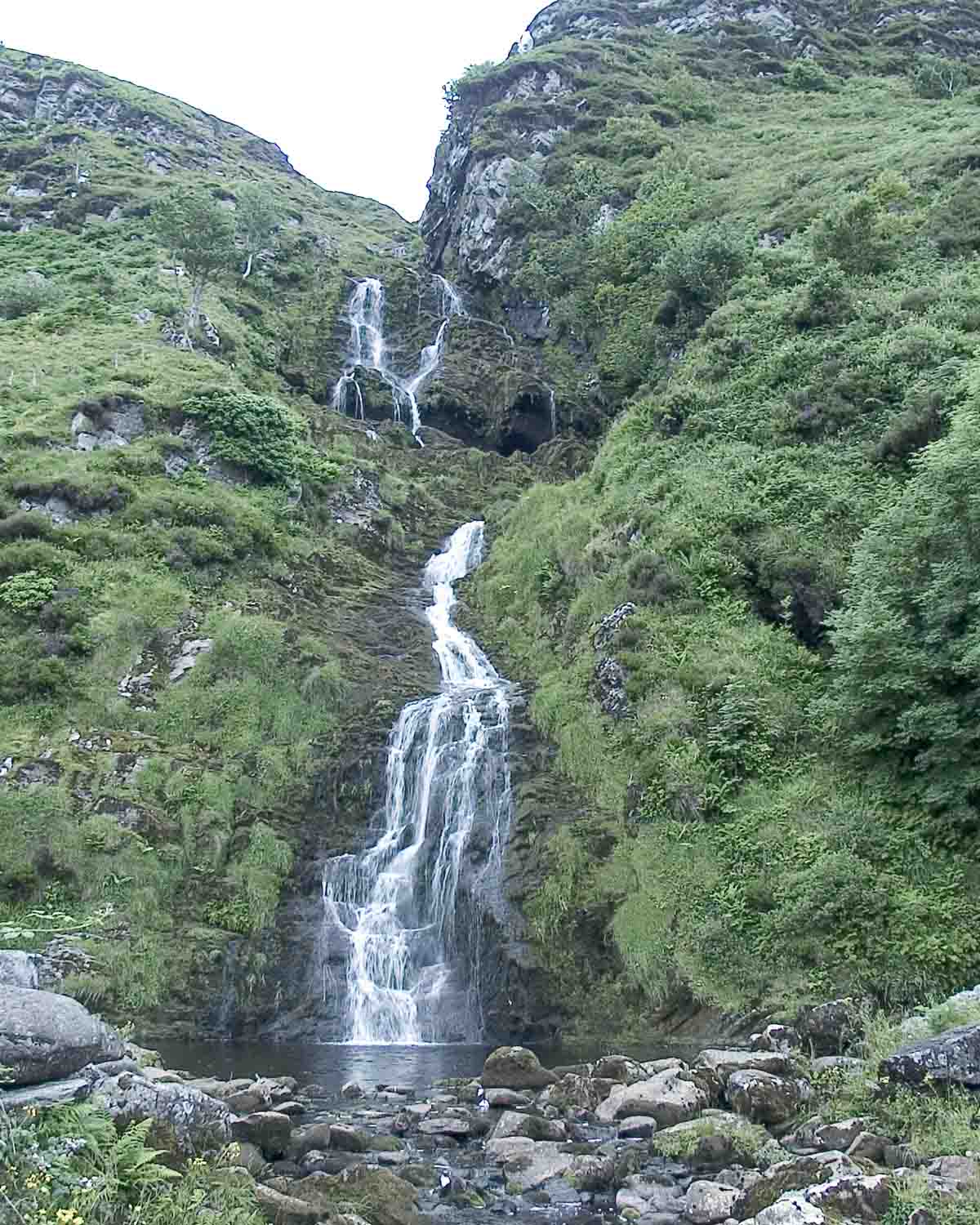
Easaranca Waterfall
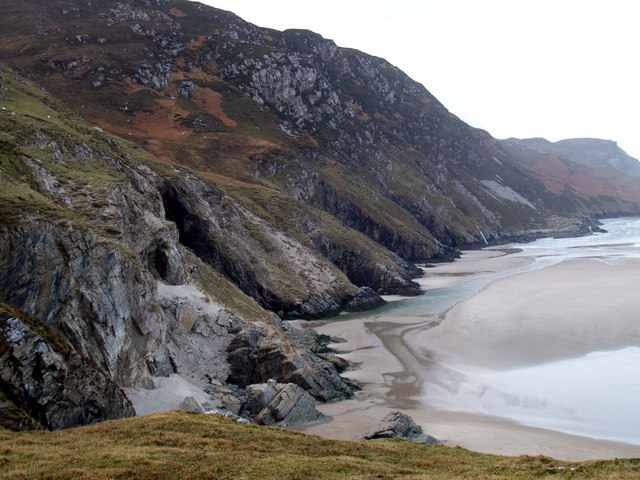
Grotte di Maghera
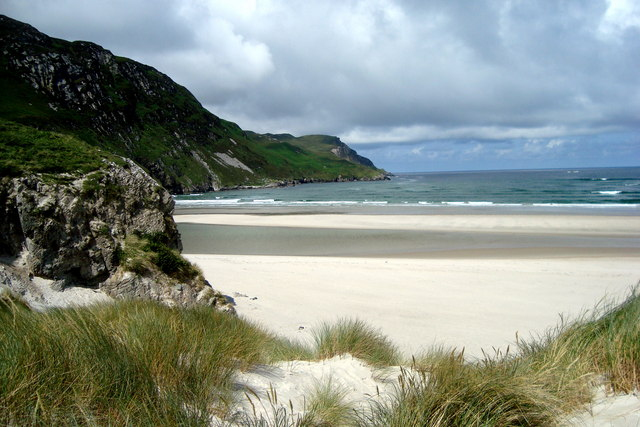
Spiaggia di Maghera
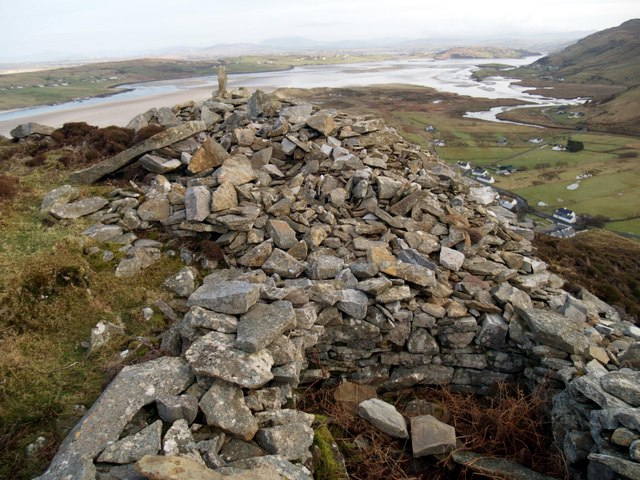
Rovine del castello O'Boyles

#### Glengesh

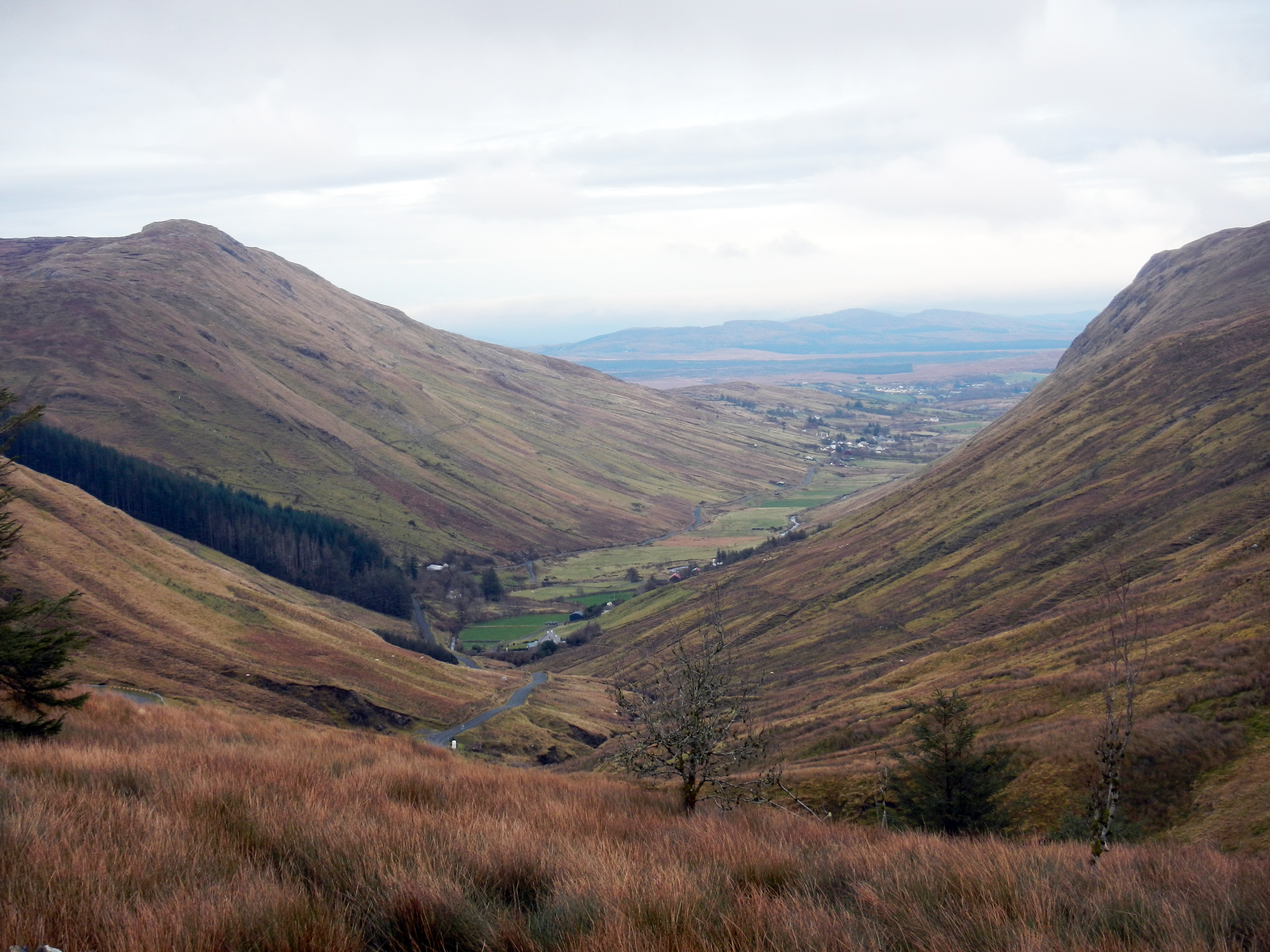
Il glen di Glengesh dall'omonimo passo

Glengesh è un'area situata a poca distanza da Ardara, sulla strada che la collega a Glencolmcille e Killybegs. Peculiarità di questa zona, quasi completamente disabitata e desolata, è la presenza di uno stretto e selvaggio glen (da cui il nome) attraversato da una strada stretta che si inerpica sulle pendici dello stesso fornendo viste suggestive. L'area è molto apprezzata da amanti della natura e fotografi.

#### Loughros Point
La penisola di Loughros si protende ad ovest di Ardara per circa 10 km. È raggiungibile da una strada secondaria ben segnalata che diparte dalla N56 alle porte del villaggio. L'area, come le altre della zona, si contraddistingue per le suggestive vedute sull'Atlantico, i siti di interesse naturale e sugli stretti bracci di mare che la circondano sia a nord che sud. L'area di Castleview è molto apprezzata per le passeggiate a cavallo.

## Cultura
A marzo negli ultimi dieci anni l'area ha organizzato uno Walking Festival di notevole successo con partecipanti provenienti da tutto il mondo, anche Stati Uniti ed Europa. Le informazioni per ogni edizione vengono diramate dal sito internet ufficiale di Ardara Il villaggio ospita anche l'evento annuale Cup of Tae Festival, un festival di musica tradizionale tenuto ogni maggio. 
Inutile dirlo, sia la presenza di molte tradizioni locali sia la predisposizione di Ardara al turismo, la rendono una gettonata meta turistica, in particolare di stranieri e di abitanti delle città irlandesi che passano le vacanze in guesthouse, cottage e country cottage sparsi nell'abitato e nelle aree rurali vicine.